# Claude-Sixte Sautreau de Marsy

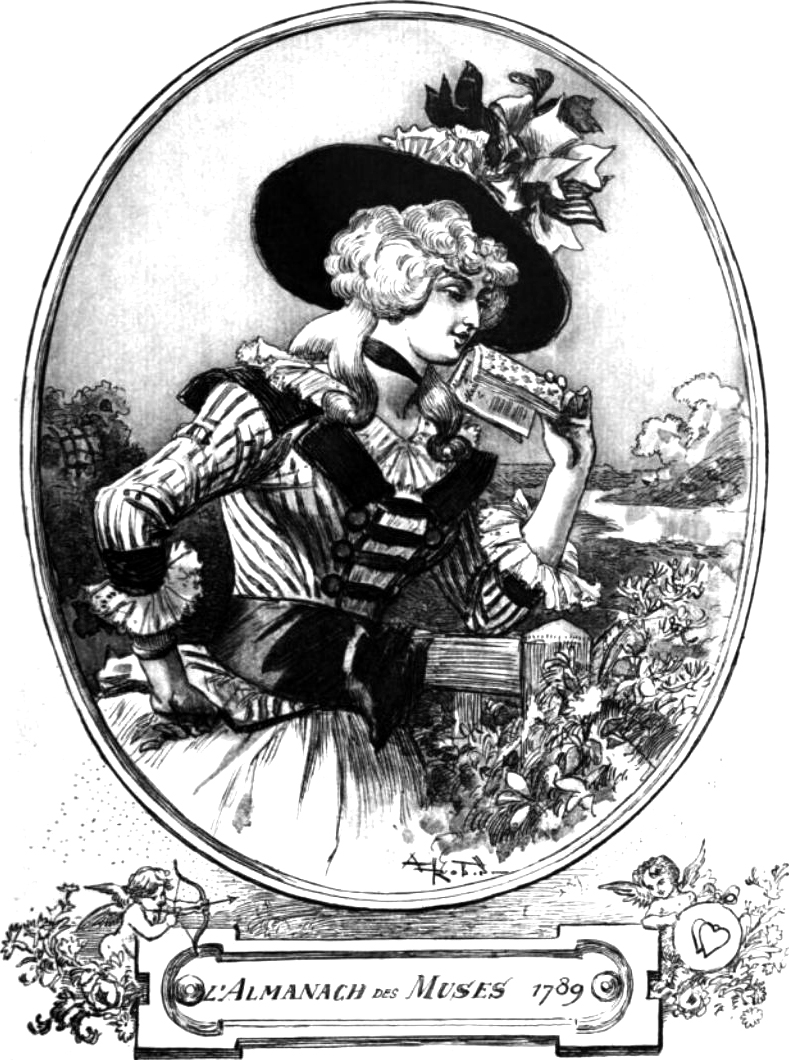
Deckblatt des Almanach des muses von 1789

Claude-Sixte Sautreau de Marsy (* 1740 in Paris; † 8. Mai 1815 ebenda) war ein französischer Publizist und Literat.

## Leben und Wirken
Bekannt ist, dass Sautreau 1766 an einem Wettbewerb der Académie française teilnahm, den er jedoch nicht gewann. Danach trat er als Schriftsteller nicht mehr in Erscheinung, sondern veröffentlichte als Herausgeber und Redakteur immer anonym. Weiterhin gehörte er einem Literaturkreis um die Frau des Anwalts und königlichen Beraters Pierre-Lucien Pannelier an. Während der Französischen Revolution hielt er sich nach außen bedeckt und widmete sich nur seinen Publikationen.
Sautreau wurde bekannt durch die Gründung des ersten Musen-Almanachs, Almanach des muses, im Jahre 1765. Dieser entstand unter der Mitarbeit von Charles-Joseph Mathon de La Cour und Étienne Vigée. Nachdem Sautreau die Leitung 1789 abgegeben hatte, übernahm Étienne Vigée die Herausgabe und führte dies bis zu seinem Tod 1820 fort. Der Almanach erschien noch bis 1833. In der ersten Auflage war der Almanach ein gebundenes, kalendarisches Werk mit astronomischen Daten, das dem gebildeten Leser eine Auswahl im vergangenen Jahr erschienener literarischer Texte bot. Bereits in der zweiten Auflage wurden überwiegend Neuerscheinungen publiziert.
In seinem reichhaltigen Œuvre widmet sich Sautreau ganz der zeitgenössischen Lyrik und Poesie.

## Publikationen
- Almanach des Muses, Paris : Delalain, 1765–1789
- Poésies satyriques du dix-huitième siècle, London : Verleger unbekannt, 1782
- Le Petit chansonnier françois, ou Choix des meilleures chansons sur des airs connus, Genf, 1778
- Pièces échapées aux XVI premiers Almanachs des muses, Paris : Duchêne, 1781
- Nouveau siècle de Louis quatorze, ou Poésies-anecdotes du règne et de la cour de ce prince, Paris : Buisson, 1793
- Nouvelle Bibliothèque de Société, London : Delalain, 1782
- L’Almanach des muses : contenant un choix des meilleures pièces de poésies fugitives, Paris : , 1790–1833.
- Mémoires secrets sur les règnes de Louis XIV et de Louis XV, Paris : Buisson, 1791
- Recueil des meilleurs contes en vers, Geneve/Paris : Delalain, 1774.
- Oeuvres choisies de M. Dorat, Paris : Delalain, 1786.